# Закон Бернулли
Зако́н Берну́лли (также уравне́ние Берну́лли, теоре́ма Берну́лли или интегра́л Берну́лли) устанавливает зависимость между скоростью стационарного потока жидкости и её давлением. Согласно этому закону, если вдоль линии тока давление жидкости повышается, то скорость течения убывает, и наоборот. Количественное выражение закона в виде интеграла Бернулли является результатом интегрирования уравнений гидродинамики идеальной жидкости (то есть без вязкости и теплопроводности).

## История
Для случая несжимаемой жидкости результат, эквивалентный современному уравнению Бернулли, был опубликован в 1738 году Даниилом Бернулли. В современном виде интеграл был опубликован Иоганном Бернулли в 1743 году для случая несжимаемой жидкости, а для некоторых случаев течений сжимаемой жидкости — Эйлером в 1757 году.

## Интеграл Бернулли в несжимаемой жидкости
Для стационарного течения несжимаемой жидкости уравнение Бернулли может быть получено как следствие закона сохранения энергии. Закон Бернулли утверждает, что величина {\displaystyle \rho v^{2}/2+\rho gh+p} сохраняет постоянное значение вдоль линии тока:
{\displaystyle {\frac {\rho v^{2}}{2}}+\rho gh+p={\text{const}}.}
Здесь
{\displaystyle \rho } — плотность жидкости;
{\displaystyle v} — скорость потока;
{\displaystyle h} — высота;
{\displaystyle p} — давление;
{\displaystyle g} — ускорение свободного падения.
Элементарный вывод уравнения Бернулли из закона сохранения энергии приведён, например, в учебнике  Д. В. Сивухина. Рассматривается стационарное движение жидкости вдоль линии тока, изображённое на рисунке. Слева на объем жидкости, первоначально заключённый между двумя сечениями {\displaystyle A_{1}} и {\displaystyle A_{2}}, действует сила {\displaystyle F_{1}=p_{1}A_{1}}, а справа — противоположного направления сила {\displaystyle F_{2}=-p_{2}A_{2}}. Скорость {\displaystyle v} и давление {\displaystyle p}  в сечениях 1 и 2, а также их площади обозначены нижними индексами 1 и 2.  За бесконечно малое время {\displaystyle \Delta t} левая граница этого объёма жидкости сместилась на малое расстояние {\displaystyle s_{1}=v_{1}\Delta t}, а правая — на расстояние {\displaystyle s_{2}=v_{2}\Delta t}. Работа, совершённая силами давления, равна: 
{\displaystyle W=F_{1}s_{1}+F_{2}s_{2}=\Delta t\left(v_{1}A_{1}p_{1}-v_{2}A_{2}p_{2}\right).}
В начале интервала времени {\displaystyle \Delta t} объем жидкости, заключённый между двумя поверхностями {\displaystyle A_{1}} и {\displaystyle A_{2}}, состоит из левого голубого элемента и средней синей части, в конце этого интервала сместившийся объём состоит из средней синей части и правого голубого элемента. Так как течение стационарное, вклад синего фрагмента в энергию и массу обсуждаемого объёма жидкости не меняется, а сохранение массы позволяет заключить, что масса левого голубого элемента равна массе правого голубого элемента: {\displaystyle \Delta m=\Delta tv_{1}A_{1}\rho _{1}=\Delta tv_{2}A_{2}\rho _{2}.}  Поэтому работа сил, выражение для  которой можно преобразовать к виду: {\displaystyle \Delta W=\Delta m\left({\frac {p_{1}}{\rho _{1}}}-{\frac {p_{2}}{\rho _{2}}}\right),}   равна изменению энергии, равному, в свою очередь, разности энергий правого голубого элемента {\displaystyle \Delta E_{2}} и левого голубого элемента {\displaystyle \Delta E_{1}}.
Для несжимаемой жидкости можно, во-первых, в выражении для работы положить {\displaystyle \rho _{1}=\rho _{2}=\rho } и, во-вторых, в выражении для энергии элемента жидкости ограничиться кинетической и потенциальной энергией: {\displaystyle \Delta E_{1}=\Delta m\left({\frac {v_{1}^{2}}{2}}+gh_{1}\right),} {\displaystyle \Delta E_{2}=\Delta m\left({\frac {v_{2}^{2}}{2}}+gh_{2}\right).} После этого равенство {\displaystyle \Delta W=\Delta E_{2}-\Delta E_{1}} даёт: {\displaystyle p_{1}+\rho gh_{1}+{\frac {\rho v_{1}^{2}}{2}}=p_{2}+\rho gh_{2}+{\frac {\rho v_{2}^{2}}{2}}}, или {\displaystyle p+\rho gh+{\frac {\rho v^{2}}{2}}={\rm {const}}}.
Константа в правой части (может различаться для различных линий тока) иногда называется полным давлением. Могут также использоваться термины «весовое давление» {\displaystyle \rho gh}, «статическое давление» {\displaystyle p} и «динамическое давление» {\displaystyle \rho v^{2}/2}. По словам Д. В. Сивухина, нерациональность этих понятий отмечалась многими физиками.
Размерность всех слагаемых — единица энергии на единицу объёма. Первое и второе слагаемое в интеграле Бернулли имеют смысл кинетической и потенциальной энергии, приходящейся на единицу объёма жидкости. Третье слагаемое по своему происхождению является работой сил давления (см. приведённый выше вывод уравнения Бернулли), но в гидравлике может называться «энергией давления» и частью потенциальной энергии).

### Вывод формулы Торричелли из закона Бернулли
В применении к истечению идеальной несжимаемой жидкости через малое отверстие в боковой стенке или дне широкого сосуда закон Бернулли даёт равенство полных давлений на свободной поверхности жидкости и на выходе из отверстия:
{\displaystyle \rho gh+p_{0}={\frac {\rho v^{2}}{2}}+p_{0},}
где
{\displaystyle h} — высота столба жидкости в сосуде, отсчитанная от уровня отверстия,
{\displaystyle v} — скорость истечения жидкости,
{\displaystyle p_{0}} — атмосферное давление.
Отсюда: {\displaystyle v={\sqrt {2gh}}}. Это — формула Торричелли. Она показывает, что при истечении жидкость приобретает скорость, какую получило бы тело, свободно падающее с высоты {\displaystyle h}. Или, если истекающую из малого отверстия в сосуде струю направить вверх, в верхней точке (в пренебрежении потерями) струя достигнет уровня свободной поверхности в сосуде.

### Другие проявления и применения закона Бернулли
Приближение несжимаемой жидкости, а с ним и закон Бернулли справедливы и для ламинарных течений газа, если только скорости течения малы по сравнению со скоростью звука.
Вдоль горизонтальной трубы координата {\displaystyle z} постоянна и уравнение Бернулли принимает вид {\displaystyle {\frac {\rho v^{2}}{2}}+p={\text{const}}}. Отсюда следует, что при уменьшении сечения потока из-за возрастания скорости давление падает. Эффект понижения давления при увеличении скорости потока лежит в основе работы расходомера Вентури и струйного насоса.
Закон Бернулли объясняет, почему суда, движущиеся параллельным курсом, могут притягиваться друг к другу (например, такой инцидент произошёл с лайнером «Олимпик»).

### Применение в гидравлике
Последовательное применение закона Бернулли привело к появлению технической гидромеханической дисциплины — гидравлики. Для технических приложений часто уравнение Бернулли записывается в виде, в котором все члены разделены на «удельный вес» {\displaystyle \rho g}:
{\displaystyle H=h+{\frac {p}{\rho g}}+{\frac {v^{2}}{2g}}={\text{const}},}
где имеющие размерность длины члены в этом уравнении могут иметь следующие названия:
{\displaystyle H} — гидравлическая высота или напор,
{\displaystyle h} — нивелирная высота,
{\displaystyle {\frac {p}{\rho g}}} — пьезометрическая высота или (в сумме с нивелирной высотой) гидростатический напор,
{\displaystyle {\frac {v^{2}}{2g}}} — скоростная высота или скоростной напор.
Закон Бернулли справедлив только для идеальных жидкостей, в которых отсутствуют потери на вязкое трение. Для описания течений реальных жидкостей в технической гидромеханике (гидравлике) используют интеграл Бернулли с добавлением слагаемых, приближённо учитывающих различные «гидравлические потери напора».

## Интеграл Бернулли в баротропных течениях
Уравнение Бернулли может быть выведено и из уравнения движения жидкости. При этом течение предполагается стационарным и баротропным. Последнее означает, что плотность жидкости или газа не обязательно постоянна (как у предполагавшейся ранее несжимаемой жидкости), но является функцией только давления: {\displaystyle \rho =\rho (p)}, что позволяет ввести функцию давления {\displaystyle {\mathcal {P}}=\int {\frac {\mathrm {d} p}{\rho (p)}}.} В этих предположениях величина
{\displaystyle {\frac {v^{2}}{2}}+gh+{\mathcal {P}}={\text{const}}}
постоянна вдоль любой линии тока и любой вихревой линии. Соотношение справедливо для течения в любом потенциальном поле, при этом {\displaystyle gh} заменяется на потенциал массовой силы {\displaystyle \varphi }.
Уравнение Громеки — Лэмба (квадратные скобки обозначают векторное произведение) имеет вид:
{\displaystyle {\frac {\partial {\vec {v}}}{\partial t}}+\operatorname {grad} \left({\frac {v^{2}}{2}}\right)+\left[\mathrm {rot} \,{\vec {v}},{\vec {v}}\right]=-{\frac {1}{\rho }}\operatorname {grad} p+{\vec {F}}}
В силу сделанных предположений {\displaystyle {\frac {\partial {\vec {v}}}{\partial t}}=0,} {\displaystyle {\frac {\operatorname {grad} p}{\rho }}=\operatorname {grad} {\cal {P}}} и {\displaystyle {\vec {F}}=-\operatorname {grad} \varphi } (в частном случае однородной силы тяжести её потенциал равен {\displaystyle \varphi =g\,h}), так что уравнение Громеки — Лэмба принимает вид:
{\displaystyle \operatorname {grad} \left({\frac {v^{2}}{2}}+\varphi +{\cal {P}}\right)+\left[\mathrm {rot} \,{\vec {v}},{\vec {v}}\right]=0}
Скалярное произведение этого уравнения на единичный вектор {\displaystyle {\vec {l}}={\frac {\vec {v}}{v}},} касательный к линии тока, даёт:
{\displaystyle {\frac {\partial }{\partial l}}\left({\frac {v^{2}}{2}}+\varphi +{\cal {P}}\right)=0}
так как произведение градиента на единичный вектор даёт производную по направлению {\displaystyle {\frac {\partial }{\partial l}}}, а векторное произведение перпендикулярно направлению скорости. Следовательно, вдоль линии тока {\displaystyle {\frac {v^{2}}{2}}+\varphi +{\cal {P}}=\mathrm {const} .} Такое соотношение справедливо и для вихревой линии, касательный вектор к которой в каждой точке направлен по {\displaystyle \mathrm {rot} \,{\vec {v}}.}
Для безвихревых баротропных течений, скорость которых может быть выражена в виде градиента потенциала скорости {\displaystyle {\vec {v}}=\operatorname {grad} \psi }, интеграл Бернулли в виде {\displaystyle {\frac {\partial \psi }{\partial t}}+{\frac {\left(\operatorname {grad} \psi \right)^{2}}{2}}+gh+{\cal {P}}=\mathrm {const} } сохраняется также в нестационарных течениях, причём постоянная в правой части имеет одинаковое значение для всего течения.

### Формула Сен-Венана — Ванцеля
Если в течении совершенного газа выполняется адиабатический закон
{\displaystyle p={\frac {p_{0}}{\rho _{0}^{\gamma }}}\rho ^{\gamma },\qquad \rho ={\frac {\rho _{0}}{p_{0}^{1/\gamma }}}p^{1/\gamma },\qquad {\cal {P}}=-{\frac {\gamma }{\gamma -1}}{\frac {p_{0}}{\rho _{0}}}\left[1-\left({\frac {p}{p_{0}}}\right)^{(\gamma -1)/\gamma }\right],}
то уравнение Бернулли выражается так (вкладом от силы тяжести обычно можно пренебречь):
{\displaystyle {\frac {v^{2}}{2}}-{\frac {\gamma }{\gamma -1}}{\frac {p_{0}}{\rho _{0}}}\left[1-\left({\frac {p}{p_{0}}}\right)^{(\gamma -1)/\gamma }\right]=\mathrm {const} } вдоль линии тока или вихревой линии. Здесь
{\displaystyle \gamma ={\frac {C_{p}}{C_{V}}}} — показатель адиабаты газа, выражающийся через теплоёмкости при постоянном давлении и при постоянном объёме,
{\displaystyle p,\ \rho } — давление и плотность газа,
{\displaystyle p_{0},\ \rho _{0}} — условно выбранные постоянные (одинаковые для всего течения) значения давления и плотности.
С помощью полученной формулы находят скорость газа, вытекающего из сосуда с высоким давлением через малое отверстие. Удобно давление и плотность газа в сосуде, скорость газа в котором равна нулю, принять за {\displaystyle p_{0},\ \rho _{0},} тогда скорость истечения выражается через внешнее давление {\displaystyle p} по формуле Сен-Венана — Ванцеля:
{\displaystyle v^{2}={\frac {2\gamma }{\gamma -1}}{\frac {p_{0}}{\rho _{0}}}\left[1-\left({\frac {p}{p_{0}}}\right)^{(\gamma -1)/\gamma }\right].}

## Термодинамика закона Бернулли
Из термодинамики следует, что вдоль линии тока любого стационарного течения идеальной жидкости
{\displaystyle {\frac {v^{2}}{2}}+w+\varphi ={\text{const}},\quad s={\text{const}},}
где {\displaystyle w} — энтальпия единицы массы, {\displaystyle \varphi } — гравитационный потенциал (равный {\displaystyle gz} для однородной силы тяжести), {\displaystyle s} — энтропия единицы массы.
1. Уравнение Эйлера для стационарного ({\displaystyle \partial {\vec {v}}/\partial t=0}) движения идеальной жидкости в поле силы тяжести имеет вид
{\displaystyle ({\vec {v}}\cdot \nabla ){\vec {v}}=-{\frac {1}{\rho }}\nabla p+{\vec {g}},}
где ускорение силы тяжести можно выразить через гравитационный потенциал {\displaystyle {\vec {g}}=-\nabla \varphi } (для однородного поля {\displaystyle \varphi =gh}), точка между векторами в круглых скобках означает их скалярное произведение.
2. Скалярное произведение этого уравнения на единичный вектор {\displaystyle {\vec {l}}={\frac {\vec {v}}{v}},} касательный к линии тока даёт
{\displaystyle {\frac {\partial }{\partial l}}\left({\frac {v^{2}}{2}}+\varphi \right)=-{\frac {1}{\rho }}{\frac {\partial p}{\partial l}},}
так как произведение градиента на единичный вектор даёт производную по направлению {\displaystyle {\frac {\partial }{\partial l}}.}
3.  Термодинамическое дифференциальное соотношение 
{\displaystyle \mathrm {d} w={\frac {1}{\rho }}\mathrm {d} p+T\mathrm {d} s,}
где {\displaystyle w} —  энтальпии единицы массы, {\displaystyle T} — температура и {\displaystyle s} — энтропия единицы массы, даёт
{\displaystyle {\frac {\partial w}{\partial l}}={\frac {1}{\rho }}{\frac {\partial p}{\partial l}}+T{\frac {\partial s}{\partial l}},\quad } так что {\displaystyle {\frac {\partial }{\partial l}}\left({\frac {v^{2}}{2}}+w+\varphi \right)=T{\frac {\partial s}{\partial l}}.}
В стационарном течении идеальной жидкости все частицы, движущиеся вдоль данной линии тока, имеют одинаковую энтропию ({\displaystyle \partial s/\partial l=0}), поэтому вдоль линии тока:
{\displaystyle s={\text{const}},\quad {\frac {v^{2}}{2}}+w+\varphi ={\text{const}}.}
Интеграл Бернулли применяют в инженерных расчётах, в том числе для сред, весьма далёких по своим свойствам от идеального газа, например для водяного пара, используемого в качестве теплоносителя в паровых турбинах. При этом могут использоваться так называемые диаграммы Молье, представляющие удельную энтальпию (по оси ординат) как функцию удельной энтропии (по оси абсцисс), и, например, давления (или температуры) в виде семейства изобар (изотерм). В этом случае последовательность состояний вдоль линии тока лежит на некоторой вертикальной линии ({\displaystyle s={\text{const}}}). Длина отрезка этой линии, отсекаемого двумя изобарами, соответствующими начальному и конечному давлению теплоносителя, равна половине изменения квадрата скорости.

## Обобщения интеграла Бернулли
Интеграл Бернулли также сохраняется при переходе потока через фронт ударной волны, в системе отсчета, в которой ударная волна покоится. Однако при таком переходе энтропия среды не остаётся постоянной (возрастает), поэтому соотношение Бернулли является лишь одним из трёх соотношений Гюгонио, наряду с законами сохранения массы и импульса, связывающих состояние среды за фронтом с состоянием среды перед фронтом и со скоростью ударной волны.
Известны обобщения интеграла Бернулли для некоторых классов течений вязкой жидкости (например, для плоскопараллельных течений), в магнитной гидродинамике, феррогидродинамике. В релятивистской гидродинамике, когда скорости течения становятся сравнимыми со скоростью света {\displaystyle c}, интеграл формулируется в терминах релятивистски инвариантных удельной энтальпии и удельной энтропии.

## Комментарии
1. ↑  В записи Д.Бернулли в явном виде не фигурировало внутреннее давление в жидкости[8][9][10].
2. ↑  «…[Вывод теоремы Бернулли из уравнения энергии] обедняет содержание теоремы Бернулли … Интеграл Бернулли, вообще говоря, не зависит от уравнения энергии, хотя действительно совпадает с ним для изоэнтропического и адиабатического движения совершенного газа»[20].
3. ↑  «Два … пути получения уравнения Бернулли не эквивалентны. При энергетическом выводе нет необходимости в предположении об изэнтропичности течения. При интегрировании уравнения движения интегралы Бернулли получаются не только вдоль линий тока, но и вдоль вихревых линий»[21].
4. ↑  В русскоязычной литературе интеграл Бернулли для потенциальных течений несжимаемой или баротропной жидкости известен как интеграл Коши — Лагранжа[25]